# General zbora
General zbora je generalski čin u Hrvatskoj vojsci, odmah ispod čina stožernog generala kao najvišeg u hrvatskoj vojnoj hijerarhiji. U Hrvatskoj ratnoj mornarici odgovara mu čin admirala. 
U većini vojska ovaj čin se naziva jednostavno general (tako i u Američkoj vojsci, Britanskoj vojsci, Njemačkoj vojsci). U Španjolskoj vojsci odgovara mu čin General de Ejercito (general vojske). U vojsci bivšeg SSSR-a odgovarao mu je čin general-pukovnika (ruski: Генера́л-полко́вник), kao i u Jugoslavenskoj narodnoj armiji.

## Popis generala s činom generala zbora u HV
Do sada su u čin generala zbora u Hrvatskoj vojsci promaknuti:
- general zbora Mirko Šundov – načelnik Glavnog stožera OSRH
- general zbora Drago Lovrić – bivši načelnik Glavnog stožera OSRH
- general zbora Josip Lucić – bivši načelnik Glavnog stožera OSRH
- general zbora Imra Agotić – prvi zapovjednik HRZ i PZO
- general zbora Josip Ignac
- general zbora Pavao Miljavac – bivši načelnik Glavnog stožera OSRH
- general zbora Ante Roso